# Ottensheim
Ottensheim est une commune autrichienne avec le statut de marché (Marktgemeinde) située dans le district administratif d’Urfahr-Umgebung dans la région du Muehlviertel en Haute-Autriche.
Avec son centre-ville historique, ses diverses offres des loisirs, ses nombreuses régions de détente et la proximité de Linz, la capitale de la Haute-Autriche, Ottensheim est devenu une zone résidentielle très populaire pour les familles.

## Géographie
Ottensheim se trouve à 270 m au-dessus du niveau de la mer dans la région du Haut-Muehlviertel sur le Danube. En face d’Ottensheim se trouve le couvent des Cisterciens de Wilhering. Le point le plus élevé d'Ottensheim est le Duernberg avec 549m.
Ottensheim est divisé en cinq parties :
- Duernberg
- Hoeflein
- Niederottensheim
- Ottensheim
- Weingarten

C’est dans le quartier d’Ottensheim que vit la plupart des habitants.
La commune s’étend sur une surface de 12 km2, 3,9 km du nord au sud et 5,8 km de l’est à l’ouest.
Ottensheim commence là où la Rodl (un affluent du Danube) se jette dans le Danube et s'étend sur 2 km en amont sur la rive sud Danube. La centrale électrique d’Ottensheim–Wilhering se trouve, au contrairement à ce que son nom pourrait laisser penser, entièrement sur le territoire d'Ottensheim.
Les communes le plus proches sont au nord Gramastetten, à l'est Puchenau, au sud Wilhering, à l'ouest Goldwörth et au nord-ouest Walding.

## Histoire
Les objets les plus anciennes trouvés sur le territoire d’Ottensheim sont datés de -4000. On trouva aussi des tombes de l'année -700. Sur un col très proche du Danube se trouvait il y a environ 2000 ans un mirador roumain. C’est là que le chevalier Otini construisit plus tard une forteresse.

La première mention du nom « Oteneshaim » dans une pièce officielle remonte à 1148.

À partir de 1227, la forteresse d'Ottensheim fut en la possession des Babenberger.

En 1228, Ottensheim reçut du duc autrichien Léopold VI le Marktrecht, c'est-à-dire le droit de s'appeler Markt (village- marché- ville), de même que le droit de péage et le droit de douane. Jusqu'à cette date, seulement Linz et Enns eurent obtenu le statut de marché en Haute-Autriche en 1210 et 1212. À partir de 1490, Ottensheim fit partie de la principauté « Östrreich ob der Enns ». Au Moyen Âge, Ottensheim aura même un rempart avec trois portes- Schmiedtor, Linzertor et Wassertor.
En 1524, Niklas Rabenhaupt von Suche reçut Ottensheim comme fief du roi Ferdinand Ier et, en 1527, Rabenhaupt laissa transformer la forteresse en un château.

Dans son histoire, la commune fut dévastée deux fois par des régiments bohémiens au Moyen Âge, elle fut inondée une douzaine de fois et elle fut dévastée six fois par le feu.

À la fin de la Seconde Guerre mondiale le château servit de logement pour les réfugiés et, après, il fut occupé par les troupes d'occupation soviétique. Depuis 1955, le château est propriété privée.

## Étymologie
Le nom d'Ottensheim est ramené aux préfixes anciens haut-allemand « oten- » ou « oto- » mais aussi aux noms de personne comme « Otuni » ou « Otini ». Tous ces préfixes viennent d’une forme de base en ancien germanique commun : « AUDA », ce qui signifie « trésor », « biens », « richesse ».

## Lieux et monuments

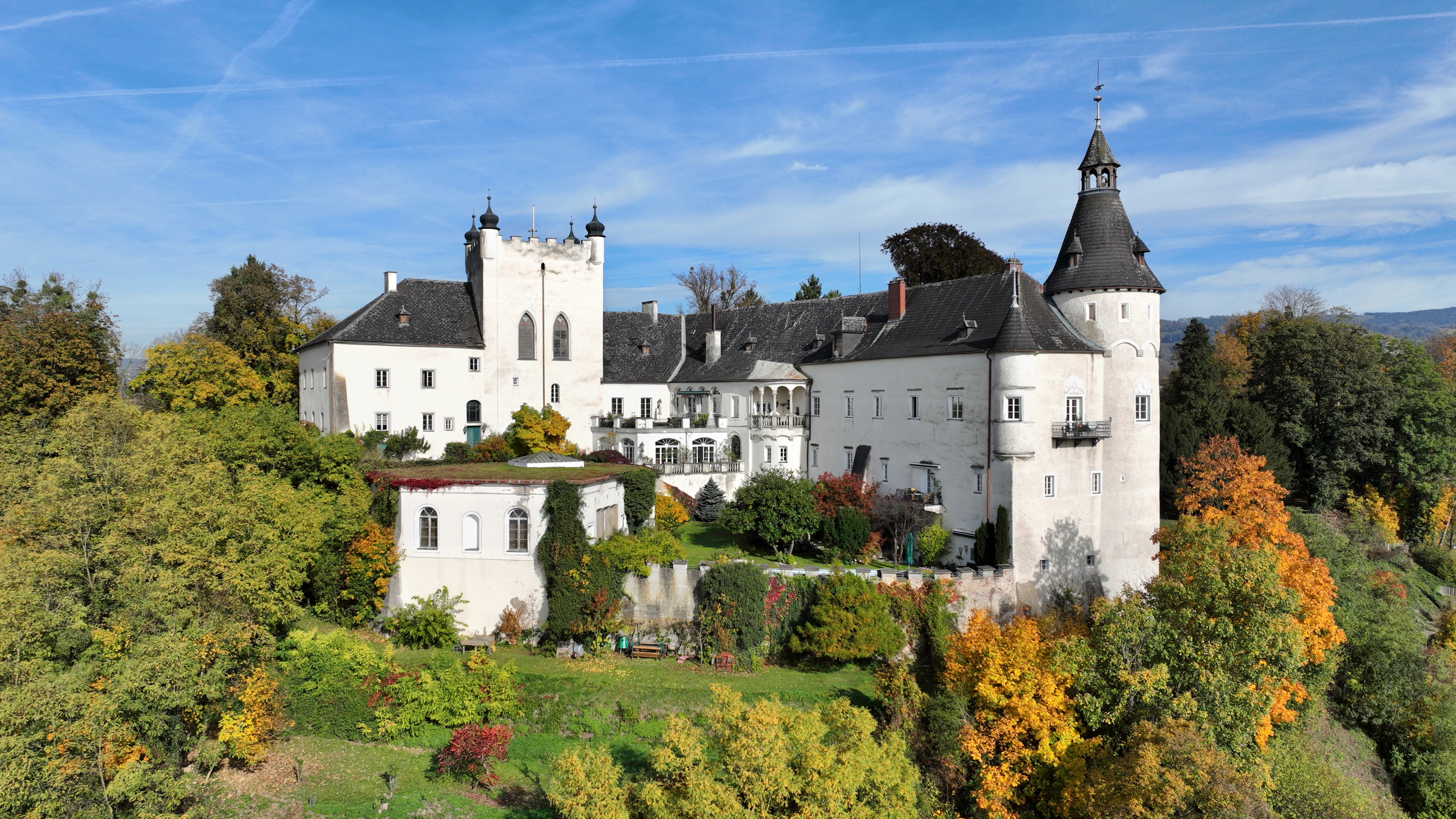
Le château d'Ottensheim

- Le château d'Ottensheim
- L'église
- La place du marché

## Personnalités
- Sophie Rois, actrice
- Wolfgang Sigl, rameur
- Ferry Oellinger, acteur (p.e: Soko Kitzbühel)